# Mr.BOO!花嫁の父
『Mr.BOO!花嫁の父』（原題：煎釀三寶、英題：Three of a Kind）は、2004年の香港映画。監督はジョー・マ。日本では、2006年の大阪アジアン映画祭において『Mr.BOO! 愛憎バトル』の仮タイトルで上映の後、劇場未公開のまま2007年に『Mr.BOO!花嫁の父』としてDVDが発売された。

## 出演
- マイケル・ホイ - フェイ（武侠小説家）
- ラウ・チンワン - フランキー（ソフィーの会社の社長）
- ミリアム・ヨン - ソフィー（フェイの娘）
- エイレン・チン - バーバラ（フェイの恋人）
- 許紹雄（ホイ・シウホン）
- ロー・メン（羅莽）
- 葉山豪

## スタッフ
- 監督 - ジョー・マ
- 製作総指揮 - チャールズ・ヒョン（向華強）
- 製作 - ジョー・マ
- 脚本 - ジョー・マ、マット・チョウ

## DVD
- 2007年7月27日に、イーネット・フロンティアから日本版DVDが発売された。

※日本語吹替版の収録はなく字幕版のみである。

## 参考
- allcinema Movie & DVD Databese Mr.BOO！花嫁の父